# Stratford (Connecticut)
Stratford é uma vila localizada no estado americano de Connecticut, no Condado de Fairfield.

## Demografia
Segundo o censo americano de 2000, a sua população era de 49.976 habitantes.

## Geografia
De acordo com o United States Census Bureau tem uma área de 51,4 km², dos quais 45,5 km² cobertos por terra e 5,9 km² cobertos por água.

## Localidades na vizinhança
O diagrama seguinte representa as localidades num raio de 16 km ao redor de Stratford.